# Catharina Hesterman
Catharina Elisabeth ("Bep") Hesterman (Amsterdam, 17 september 1902 – Amstelveen, 17 juli 1982) is een voormalig schoonspringster uit Nederland, die in 1928 namens haar vaderland deelnam aan de Olympische Spelen van Amsterdam. Daar eindigde ze als tiende en laatste op het onderdeel driemeterplank, met een puntentotaal van 48,20.
Haar beide oudere broers Jan en Wim hadden vier jaar eerder, bij de Olympische Spelen van Antwerpen, deelgenomen aan het vierjaarlijkse sportfestijn op het onderdeel boksen. Beiden werden in de tweede ronde uitgeschakeld.